# 8027 Robertrushworth
8027 Robertrushworth eller 1991 PB12 är en asteroid i huvudbältet som upptäcktes den 7 augusti 1991 av den amerikanske astronomen Henry E. Holt vid Palomarobservatoriet. Den är uppkallad efter den amerikanske testpiloten Robert A. Rushworth.
Asteroiden har en diameter på ungefär 20 kilometer.